# Famila Basket Schio 2021-2022
Questa voce raccoglie le informazioni riguardanti la Famila Basket Schio nelle competizioni ufficiali della stagione 2021-2022.

## Stagione
La stagione 2021-2022 è stata la trentesima consecutiva che la squadra scledense ha disputato in Serie A1.

## Verdetti stagionali
Competizioni nazionali
- Serie A1: (32 partite)

stagione regolare: 1º posto su 14 squadre (23-0);
play-off: finale vinta contro Bologna (3-1).
- Coppa Italia: (3 partite)

finale vinta contro Bologna (88-81).
- Supercoppa italiana: (2 partite)

Finale vinta contro Venezia (67-64).
Competizioni europee
- EuroLega: (19 partite)

vince il turno di qualificazione (conference 2);
stagione regolare: 3º posto su 8 squadre nel gruppo B (8-6);
play-off: quarti di finale persi contro USK Praga (1-2).

## Organigramma societario
Staff dirigenziale 
- Presidente: Marcello Cestaro
- General Manager: Paolo De Angelis
- Responsabile Amministrativo: Maurizio Pozzan
- Responsabile Logistica: Giorgio Dalle Ore
- Responsabile Marketing: Nicolò Dalle Molle,Daniel Bertacche,Pablo Marcato,Paolo Marcato
- Team Manager: Raffaella Masciadri

 Staff tecnico 
- Allenatore: Georgios Dikaioulakos
- Assistente: Petros Prekas
- Assistente: Alessandro Fontana
- Preparatore atletico: Caterina Todeschini

 Staff medico 
- Medico: Giovanni Sambo
- Fisioterapista: Daniele Petroni
- Massaggiatore: Aldo Lucchin
- Osteopata: Giampaolo Cau

## Roster
| Famila Basket Schio | Famila Basket Schio |
| Giocatrici          | Staff tecnico       |
| ------------------- | ------------------- |

| 0  | Stati Uniti (bandiera) | G  | Diamond DeShields       | 1995 | 185 cm |  |  |
| 1  | Italia (bandiera)      | G  | Beatrice Del Pero       | 1999 | 180 cm |  |  |
| 3  | Francia (bandiera)     | C  | Aby Gaye                | 1995 | 195 cm |  |  |
| 5  | Belgio (bandiera)      | G  | Kim Mestdagh            | 1990 | 178 cm |  |  |
| 6  | Italia (bandiera)      | P  | Giorgia Sottana         | 1988 | 175 cm |  |  |
| 7  | Francia (bandiera)     | C  | Sandrine Beatrice Gruda | 1987 | 193 cm |  |  |
| 8  | Italia (bandiera)      | P  | Costanza Verona         | 1999 | 170 cm |  |  |
| 10 | Italia (bandiera)      | GA | Valeria De Pretto       | 1991 | 185 cm |  |  |
| 14 | Italia (bandiera)      | G  | Martina Crippa          | 1989 | 178 cm |  |  |
| 22 | Italia (bandiera)      | C  | Olbis Futo Andrè        | 1998 | 192 cm |  |  |
| 23 | Italia (bandiera)      | P  | Francesca Dotto (C)     | 1993 | 170 cm |  |  |
| 31 | Italia (bandiera)      | C  | Jasmine Keys            | 1997 | 190 cm |  |  |
| 33 | Lettonia (bandiera)    | G  | Kitija Laksa            | 1996 | 186 cm |  |  |
| 18 | Lituania (bandiera)    | C  | Monika Grigalauskytė    | 1992 | 190 cm |  |  |
| 35 | Stati Uniti (bandiera) | C  | Charli Elionne Collier  | 1999 | 196 cm |  |  |
| 40 | Italia (bandiera)      | G  | Martina Mutterle        | 2006 | 174 cm |  |  |

| Allenatore                                                                                         |
| - Georgios Dikaioulakos                                                                            |
| Assistente/i                                                                                       |
| - Petros Prekas - Alessandro Fontana Legenda - (C) Capitano Roster Aggiornato al: 15 febbraio 2022 |

## Statistiche

### Statistiche delle giocatrici
Campionato (stagione regolare e play-off)
| Giocatrice           | Partite | Partite | Min. | Pun | Tiri da 2 | Tiri da 2 | Tiri da 2 | Tiri da 3 | Tiri da 3 | Tiri da 3 | Tiri Liberi | Tiri Liberi | Tiri Liberi | Rimbalzi | Rimbalzi | Rimbalzi | Palle | Palle | Stopp. | Stopp. | Ass | Falli | Falli | Val. |
| Giocatrice           | Pr      | PG      | Min. | Pun | R         | T         | %         | R         | T         | %         | R           | T           | %           | D        | O        | T        | P     | R     | S      | D      | Ass | F     | S     | Val. |
| -------------------- | ------- | ------- | ---- | --- | --------- | --------- | --------- | --------- | --------- | --------- | ----------- | ----------- | ----------- | -------- | -------- | -------- | ----- | ----- | ------ | ------ | --- | ----- | ----- | ---- |
| Olbis Futo Andrè     | 30      | 30      | 691  | 284 | 119       | 222       | 54        |           |           |           | 46          | 62          | 74          | 94       | 93       | 187      | 48    | 43    | 7      | 17     | 30  | 75    | 60    | 372  |
| Charli Collier       | 6       | 5       | 92   | 37  | 9         | 19        | 47        | 3         | 5         | 60        | 10          | 15          | 67          | 39       | 4        | 43       | 13    | 5     | 2      | 1      | 2   | 10    | 9     | 55   |
| Martina Crippa       | 32      | 32      | 660  | 157 | 21        | 55        | 38        | 35        | 94        | 37        | 10          | 12          | 83          | 63       | 35       | 98       | 29    | 43    | 4      |        | 44  | 42    | 30    | 202  |
| Valeria De Pretto    | 4       | 1       | 3    | 0   |           |           |           |           |           |           |             |             |             |          |          |          | 1     |       |        |        |     | 2     |       | -3   |
| Diamond DeShields    | 11      | 11      | 252  | 124 | 39        | 82        | 48        | 6         | 39        | 15        | 28          | 32          | 88          | 38       | 6        | 44       | 19    | 16    | 1      | 2      | 19  | 21    | 26    | 110  |
| Beatrice Del Pero    | 31      | 21      | 220  | 65  | 7         | 21        | 33        | 15        | 39        | 38        | 6           | 11          | 55          | 16       |          | 16       | 18    | 10    | 1      | 1      | 13  | 19    | 11    | 35   |
| Francesca Dotto      | 29      | 22      | 391  | 90  | 27        | 59        | 46        | 8         | 30        | 27        | 12          | 16          | 75          | 36       | 6        | 42       | 35    | 28    | 3      | 2      | 69  | 29    | 32    | 138  |
| Aby Gaye             | 3       | 3       | 80   | 24  | 11        | 21        | 52        | 0         | 1         | 0         | 2           | 5           | 40          | 24       | 4        | 28       | 4     |       |        | 5      | 2   | 7     | 3     | 37   |
| Monika Grigalauskytė | 1       | 1       | 36   | 8   | 4         | 6         | 67        | 0         | 2         | 0         |             |             |             | 4        | 3        | 7        | 5     | 1     |        | 1      |     |       |       | 8    |
| Sandrine Gruda       | 25      | 25      | 715  | 371 | 161       | 275       | 59        |           |           |           | 49          | 70          | 70          | 149      | 66       | 215      | 43    | 22    | 8      | 20     | 70  | 37    | 82    | 557  |
| Jasmine Keys         | 32      | 32      | 850  | 323 | 101       | 171       | 59        | 17        | 49        | 35        | 70          | 96          | 73          | 166      | 76       | 242      | 52    | 24    | 5      | 20     | 69  | 80    | 93    | 506  |
| Kitija Laksa         | 30      | 30      | 807  | 419 | 68        | 137       | 50        | 81        | 199       | 41        | 40          | 49          | 82          | 72       | 14       | 86       | 35    | 26    | 9      | 4      | 46  | 45    | 53    | 349  |
| Kim Mestdagh         | 20      | 19      | 476  | 195 | 30        | 51        | 59        | 37        | 114       | 32        | 24          | 27          | 89          | 72       | 9        | 81       | 29    | 39    |        | 1      | 49  | 31    | 29    | 233  |
| Martina Mutterle     | 5       | 2       | 17   | 4   | 2         | 8         | 25        |           |           |           |             |             |             |          | 1        | 1        | 3     |       |        |        |     |       |       | -4   |
| Giorgia Sottana      | 32      | 29      | 642  | 201 | 29        | 82        | 35        | 37        | 119       | 31        | 32          | 43          | 74          | 56       | 4        | 60       | 69    | 14    | 6      | 2      | 132 | 36    | 51    | 203  |
| Costanza Verona      | 32      | 30      | 494  | 171 | 53        | 110       | 48        | 16        | 69        | 23        | 17          | 21          | 81          | 61       | 24       | 85       | 47    | 25    | 2      | 2      | 93  | 53    | 33    | 193  |